# 卡思伯森雪原
卡思伯森雪原（英語：Cuthbertson Snowfield），是南極洲的雪原，位於南奧克尼群島的勞里島東部，海拔高度340米，在1987年由英國南極名稱諮詢委員會命名，現時由南極條約體系管理。